# Megabiston theae
Megabiston theae är en fjärilsart som beskrevs av Matsumura 1917. Megabiston theae ingår i släktet Megabiston och familjen mätare. Inga underarter finns listade i Catalogue of Life.